# Жестибуд
Жестибуд — пасажирський залізничний  зупинний пункт Дніпровської дирекції Придніпровської залізниці на електрифікованій лінії Самар-Дніпровський — Нижньодніпровськ-Вузол між станціями Самарівка (12 км) та Самар-Дніпровський (3 км). Розташований в місті Самар Дніпропетровської області, між елеватором та трубним заводом.

## Пасажирське сполучення
На платформі Жестибуд зупиняються приміські поїзди сполученням Дніпро — Берестин.